# مجازر اسرائيل في لبنان
تنوعت مجازر إسرائيل منذ عام 1948 بوحشيتها، فلا تفرق بين طفل أو شيخ أو لبناني أو فلسطيني، : 
مجزرة قانا الأولى (نيسان 1996): استهدفت أسرائيل مركزا تابع للأمم المتحدة في قرية قانا جنوب لبنان لجأ اليه نازحين لبنانيين هربًا من القصف الاسرائيلي مما أسفر عن استشهاد 106 لبناني. 
مجزرة قانا الثانية (تموز 2006): استهدفت اسرائيل القرية نفسها وخلفت 57 شهيدا معظمهم من الاطفال الهاربين من القصف الاسرائيلي
مجزرة صبرا وشاتيلا (أيلول 1982) تعد هذه المجزرة من أبشع المجازر التي ارتكبتها اسرائيل في جنوب لبنان وما زالت محفورة في أذهان اللبانيين والفلسطينيين، إذ قامت اسرائيل بعملية قتل جماعية راح ضحيتها 1300 شهيد فلسطيني ولبناني ودامت لمدة 3 أيام
مجزرة صلحا 1948 ارتكبت عصابات صهيونية في قرية صلحا جنوب لبنان احدى أبشع المجازر الوحشية حيث جمعت أبناء القرية في مسجد وطلبت منهم ادارت وجوههم الى الحائط وبدأت بتصفيتهم واحداً تلو الآخر راح ضحيتها 106 شهيدا.